# Dikaliumklorazepat

Strukturformel för klorazepat i syraform; dikaliumzepat är motsvarande dikaliumsalt.

Dikaliumklorazepat, summaformel C16H11ClK2N2O4, är ett lugnande bensodiazepinpreparat, och kaliumsaltet av klorazepat.
Substansen är narkotikaklassad i Sverige. Det var tidigare själv upptaget i förteckning V, vilket innebär att det inte omfattas av internationella narkotikakonventioner. Från 2011 års lista omfattas dock alla salter av listade ämnen, och dikaliumklorazepat har därför samma klassning som klorazepat, som ingår i förteckning P IV i 1971 års psykotropkonvention, samt i förteckning IV i Sverige.